# Sankt Vitus-kapellet på Ansberg
Sankt Vitus-kapellet på Ansberg er en valfartskirke ved Ebensfeld i Oberfranken, Bayern, Tyskland.

## Historie

### Baggrund
Borgen Ansberg var oprindelig hjemsted for en edelfreie slægt, der første gang kendes i 1087 med "Gozwin de Ansperc" omtalt i kilderne. I 1292 blev den forlenet af Fyrstbispedømmet Bamberg som len til Gundelochs II. von Cunstat (Burgkunstadt) og selve borgen nævnes her første gang. Endnu før 1319 optrådte borgen for sidste gang som "Castrum Ansberge", men derefter forsvandt den ud af kilderne.

### Kapellet opføres
Mellem 1717 og 1719 byggede Andreas Rheinthaler den katolske filial- og pilgrimskirke Sankt Veit (Sankt Vitus) på nutidens borgbanke. På samme tidspunkt blev der plantet en krans af 21 lindetræer omkring kapellet. Kapellet blev sandsynligvis også besunget af Joseph Victor von Scheffel i hans Frankenlied fra 1859, der dog flyttede det til Staffelberg. Sankt Veit-kapellet har formodentlig rødder tilbage til en tidligere bygning fra middelalderen, som igen sandsynligvis går tilbage til det tidligere borgkapel.